# EFNB2
EFNB2 (англ. Ephrin B2) – білок, який кодується однойменним геном, розташованим у людей на короткому плечі 13-ї хромосоми. Довжина поліпептидного ланцюга білка становить 333 амінокислот, а молекулярна маса — 36 923.
| 10         |  | 20         |  | 30         |  | 40         |  | 50         |
| ---------- |  | ---------- |  | ---------- |  | ---------- |  | ---------- |
| MAVRRDSVWK |  | YCWGVLMVLC |  | RTAISKSIVL |  | EPIYWNSSNS |  | KFLPGQGLVL |
| YPQIGDKLDI |  | ICPKVDSKTV |  | GQYEYYKVYM |  | VDKDQADRCT |  | IKKENTPLLN |
| CAKPDQDIKF |  | TIKFQEFSPN |  | LWGLEFQKNK |  | DYYIISTSNG |  | SLEGLDNQEG |
| GVCQTRAMKI |  | LMKVGQDASS |  | AGSTRNKDPT |  | RRPELEAGTN |  | GRSSTTSPFV |
| KPNPGSSTDG |  | NSAGHSGNNI |  | LGSEVALFAG |  | IASGCIIFIV |  | IIITLVVLLL |
| KYRRRHRKHS |  | PQHTTTLSLS |  | TLATPKRSGN |  | NNGSEPSDII |  | IPLRTADSVF |
| CPHYEKVSGD |  | YGHPVYIVQE |  | MPPQSPANIY |  | YKV        |  |            |

A: Аланін

C: Цистеїн

D: Аспарагінова кислота

E: Глутамінова кислота

F: Фенілаланін

G: Гліцин

H: Гістидин

I: Ізолейцин

K: Лізин

L: Лейцин

M: Метіонін

N: Аспарагін

P: Пролін

Q: Глутамін

R: Аргінін

S: Серин

T: Треонін

V: Валін

W: Триптофан

Кодований геном білок за функціями належить до рецепторів клітини-хазяїна для входу вірусу, рецепторів, білків розвитку, фосфопротеїнів. 
Задіяний у таких біологічних процесах, як взаємодія хазяїн-вірус, ангіогенез, диференціація клітин, нейрогенез. 
Локалізований у мембрані.